# Японський інститут есперанто
Японський інститут есперанто (есп. Japana Esperanto-Instituto, яп. 日本エスペラント協会) — найбільший центр есперанто-руху в Японії. Інститут займає окрему п'ятиповерхову будівлю, так званий «Будинок есперанто» (есп. Esperanto-domo).
Інститут був заснований Осакою Кендзі в 1919, з 1926 зареєстрований як юридична особа (фонд). З 1956 членство у Всесвітній Есперанто-Асоціації.

## Цілі інституту
- дослідження есперанто;
- організація уроків і лекцій, їх підтримка;
- видання періодики та книг, посередництво в розповсюдженні продукції інших видавництв;
- проведення кваліфікаційних іспитів з есперанто;
- різні послуги членам;
- публікації про есперанто, в тому числі підтримка сайту;
- підтримка діяльності в регіонах;
- участь у підготовці Японського конгресу есперанто.

1. ↑  https://www.jei.or.jp/
2. ↑  https://www.houjin-bangou.nta.go.jp/henkorireki-johoto.html?selHouzinNo=1011105005411
3. ↑  http://www.jei.or.jp/